# Ibiza (cidade)
Ibiza (em catalão e oficialmente: Eivissa; conhecida localmente como Villa) é um município da Espanha na ilha de Ibiza, província e comunidade autónoma das Ilhas Baleares. Tem 11,1 km² de área e em 2021 tinha 50 643 habitantes (densidade: 4 562,4 hab./km²). É a principal cidade da ilha homónima e do subarquipélago das ilhas Pitiusas, a parte ocidental das Baleares.

## Demografia
| Variação demográfica do município entre 1996 e 2007 [carece de fontes?] | Variação demográfica do município entre 1996 e 2007 [carece de fontes?] | Variação demográfica do município entre 1996 e 2007 [carece de fontes?] | Variação demográfica do município entre 1996 e 2007 [carece de fontes?] |
| ----------------------------------------------------------------------- | ----------------------------------------------------------------------- | ----------------------------------------------------------------------- | ----------------------------------------------------------------------- |
| 1996                                                                    | 2001                                                                    | 2004                                                                    | 2007                                                                    |
| 29.935                                                                  | 29.447                                                                  | 34.826                                                                  | 44.114                                                                  |